# هورايزون تشيس - وورلد توور
هورايزون تشيس - وورلد توور (بالإنجليزية: Horizon Chase - World Tour)‏ هي لعبة فيديو سباقات من تطوير ونشر أكواريس غيم ستوديو، صدرت في 20 أغسطس 2015 وتعمل على أجهزة آي أو إس، أندرويد، نينتندو سويتش، إكس بوكس ون وبلاي ستيشن 4.